# Svetlana Gládysheva
Svetlana Alexéyevna Gládysheva (en ruso: Светлана Алексеевна Гладышева; Ufá, URSS, 13 de septiembre de 1971) es una deportista rusa que compitió para la Unión Soviética en esquí alpino.

## Trayectoria
Participó en tres Juegos Olímpicos de Invierno, y Nagano 1998, obteniendo una medalla de plata en Lillehammer 1994, en el supergigante, el octavo lugar en Albertville 1992 (descenso) y el quinto en Nagano 1998 (descenso).
Ganó una medalla de bronce en el Campeonato Mundial de Esquí Alpino de 1991, en la prueba de descenso. En la Copa del Mundo consiguió una victoria y tres podios en total.
Fue condecorada con la Orden de la Amistad (1994) y la Orden de Honor (2014).
Se retiró de la competición en 1988. Posteriormente, trabajó en el Consejo de Esquí Alpino de la Federación Internacional de Esquí (FIS) y fue presidenta de la Federación Rusa de Esquí Alpino y Snowboard entre 2010 y 2014.

## Palmarés internacional
| Representando a la URSS |                                |                   |              |
| Campeonato Mundial      |                                |                   |              |
| Año                     | Lugar                          | Medalla           | Prueba       |
| 1991                    | Saalbach-Hinterglemm (Austria) | Medalla de bronce | Descenso     |
| Representando a Rusia   |                                |                   |              |
| Juegos Olímpicos        |                                |                   |              |
| Año                     | Lugar                          | Medalla           | Prueba       |
| 1994                    | Lillehammer (Noruega)          | Medalla de plata  | Supergigante |